# Лукьянов, Константин Анатольевич
Константи́н Анато́льевич Лукья́нов (род. 18 марта 1970 года) — российский учёный-биолог, специалист в области физико-химической биологии, член-корреспондент РАН (2016).

## Биография
Родился в 1970 году.
В 1991 году окончил биологический факультет МГУ.
В 2006 году ему присуждена учёная степень доктора биологических наук на основе диссертации в форме научного доклада на тему «Флуоресцентные белки для экспериментальной биологии: природное разнообразие и направленное изменение спектральных свойств».
Руководитель подразделения (лаборатория биофотоники), заведующий лабораторией (центр коллективного пользования) в Институте биоорганической химии (ИБХ) РАН.
В январе 2016 года ему присвоено почётное учёное звание профессора РАН.
В октябре 2016 года избран членом-корреспондентом РАН по Отделению биологических наук (секция физико-химической биологии).
Старший брат — С. А. Лукьянов (род. 1963), российский биохимик, ректор РНИМУ им. Н. И. Пирогова с 2016 года.

## Научная деятельность
К. А. Лукьянов — специалист в области физико-химической биологии, автор свыше 150 публикаций. В его научных трудах
- разработаны высокоэффективные молекулярно-генетические методы для поиска и анализа новых функционально важных генетических последовательностей;
- изучены природное разнообразие и структурно-функциональные особенности флуоресцентных белков морских животных;
- предложен ряд новых методов мечения живых систем с помощью флуоресцентных белков.

К. А. Лукьянов является одним из самых цитируемых российских биологов: общее количество ссылок на его работы превосходит 11000, индекс Хирша — 42.
Как учёный-наставник подготовил 8 кандидатов наук.

## Награды
- Премии Международной академической издательской компании «Наука» за лучшую публикацию в издаваемых ею журналах (1996, 1999, 2011).

- Медаль Российской академии наук с премией для молодых учёных (2000).

- Scopus Award Russia за выдающийся вклад в развитие науки в области биологии на национальном и международном уровнях (2013).

- Награда «Highly cited researcher – Russia 2015» от Thomson Reuters по данным Web of Science Core Collection и Essential Science Indicators (2015).